# Kenyan African National Union

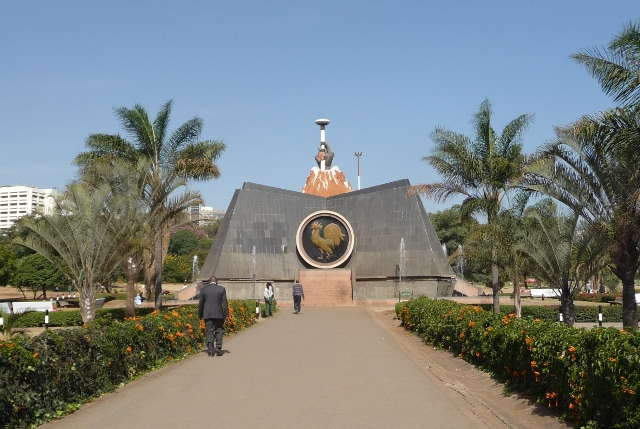
KANU:s partisymbol, tuppen, finns avbildad på Nyayo-monumentet i Central park, Nairobi.

Kenyan African National Union (KANU) var ett politiskt parti i Kenya, bildat 1960 genom samgående mellan Kenya African Union, People's Congress Party och Kenya Independent Movement. KANU styrde landet i närmare 40 år, från självständigheten 1963 till valförlusten 2002.
Jomo Kenyatta var partiets förste partiledare och Tom Mboya dess generalsekreterare. Efter Kenyattas död 1978 valdes vicepresident Daniel arap Moi, till ny partiledare.
2007 gick partiet upp i alliansen Party of National Unity, men Kanu finns lokalt kvar som självständigt parti och är fjärde största parti i Kenyas nationalförsamling efter valet 2007.